# Haliclona punctata
Haliclona punctata är en svampdjursart som beskrevs av Patricia R. Bergquist och Warne 1980. Haliclona punctata ingår i släktet Haliclona och familjen Chalinidae.
Artens utbredningsområde är havet kring Nya Zeeland. Inga underarter finns listade i Catalogue of Life.